# Episodi di Crescere, che fatica! (quinta stagione)
La quinta stagione della serie televisiva Crescere, che fatica! è stata trasmessa in anteprima negli Stati Uniti d'America dalla ABC tra il 3 ottobre 1997 e il 15 maggio 1998.
| nº | Titolo originale                              | Titolo italiano | Prima TV USA     | Prima TV Italia |
| -- | --------------------------------------------- | --------------- | ---------------- | --------------- |
| 1  | Brothers                                      |                 | 3 ottobre 1997   |                 |
| 2  | Boy Meets Real World                          |                 | 10 ottobre 1997  |                 |
| 3  | It's Not You... It's Me                       |                 | 17 ottobre 1997  |                 |
| 4  | Fraternity Row                                |                 | 24 ottobre 1997  |                 |
| 5  | The Witches of Pennbrook                      |                 | 31 ottobre 1997  |                 |
| 6  | No Guts, No Cory                              |                 | 7 novembre 1997  |                 |
| 7  | I Love You, Donna Karan (Part 1)              |                 | 14 novembre 1997 |                 |
| 8  | Chasing Angela (Part 2)                       |                 | 14 novembre 1997 |                 |
| 9  | How to Succeed in Business                    |                 | 28 novembre 1997 |                 |
| 10 | Last Tango in Philly                          |                 | 5 dicembre 1997  |                 |
| 11 | A Very Topanga Christmas                      |                 | 19 dicembre 1997 |                 |
| 12 | Raging Cory                                   |                 | 9 gennaio 1998   |                 |
| 13 | The Eskimo                                    |                 | 16 gennaio 1998  |                 |
| 14 | Heartbreak Cory                               |                 | 6 febbraio 1998  |                 |
| 15 | First Girlfriends' Club                       |                 | 13 febbraio 1998 |                 |
| 16 | Torn between Two Lovers (Feeling Like a Fool) |                 | 27 febbraio 1998 |                 |
| 17 | And Then There Was Shawn                      |                 | 27 febbraio 1998 |                 |
| 18 | If You Can't Be with the One You Love...      |                 | 6 marzo 1998     |                 |
| 19 | Eric Hollywood                                |                 | 20 marzo 1998    |                 |
| 20 | Starry Night                                  |                 | 3 aprile 1998    |                 |
| 21 | Honesty Night                                 |                 | 24 aprile 1998   |                 |
| 22 | Prom-ises, Prom-ises                          |                 | 1º maggio 1998   |                 |
| 23 | Things Change                                 |                 | 8 maggio 1998    |                 |
| 24 | Graduation                                    |                 | 15 maggio 1998   |                 |